# Max Lowe
Max Lowe (South Normanton, East Midlands, Inglaterra, 11 de mayo de 1997) es un futbolista británico que juega como defensa en el Sheffield Wednesday F. C. de la EFL Championship.

## Estadísticas
Actualizado al último partido jugado el 16 de marzo de 2025.
| Club                                 | Div.          | Temporada     | Liga  | Liga  | Copas nacionales | Copas nacionales | Copas internacionales | Copas internacionales | Total | Total |
| Club                                 | Div.          | Temporada     | Part. | Goles | Part.            | Goles            | Part.                 | Goles                 | Part. | Goles |
| ------------------------------------ | ------------- | ------------- | ----- | ----- | ---------------- | ---------------- | --------------------- | --------------------- | ----- | ----- |
| Derby County F. C. Inglaterra        | 2.ª           | 2016-17       | 9     | 0     | 3                | 0                | —                     | —                     | 12    | 0     |
| Shrewsbury Town F. C. Inglaterra     | 3.ª           | 2017-18       | 12    | 0     | 4                | 0                | —                     | —                     | 16    | 0     |
| Shrewsbury Town F. C. Inglaterra     | Total club    | Total club    | 12    | 0     | 4                | 0                | 0                     | 0                     | 16    | 0     |
| Derby County F. C. Inglaterra        | 2.ª           | 2018-19       | 3     | 0     | 2                | 0                | —                     | —                     | 5     | 0     |
| Aberdeen F. C. Escocia               | 1.ª           | 2018-19       | 33    | 1     | 9                | 1                | —                     | —                     | 42    | 2     |
| Aberdeen F. C. Escocia               | Total club    | Total club    | 33    | 1     | 9                | 1                | 0                     | 0                     | 42    | 2     |
| Derby County F. C. Inglaterra        | 2.ª           | 2019-20       | 29    | 0     | 2                | 0                | —                     | —                     | 31    | 0     |
| Derby County F. C. Inglaterra        | Total club    | Total club    | 41    | 0     | 7                | 0                | 0                     | 0                     | 48    | 0     |
| Sheffield United F. C. Inglaterra    | 1.ª           | 2020-21       | 8     | 0     | 3                | 0                | —                     | —                     | 11    | 0     |
| Nottingham Forest F. C. Inglaterra   | 2.ª           | 2021-22       | 21    | 2     | 2                | 0                | —                     | —                     | 23    | 2     |
| Nottingham Forest F. C. Inglaterra   | Total club    | Total club    | 21    | 2     | 2                | 0                | 0                     | 0                     | 23    | 2     |
| Sheffield United F. C. Inglaterra    | 2.ª           | 2022-23       | 26    | 1     | 6                | 0                | —                     | —                     | 32    | 1     |
| Sheffield United F. C. Inglaterra    | 1.ª           | 2023-24       | 10    | 0     | 0                | 0                | —                     | —                     | 10    | 0     |
| Sheffield United F. C. Inglaterra    | Total club    | Total club    | 44    | 1     | 9                | 0                | 0                     | 0                     | 53    | 1     |
| Sheffield Wednesday F. C. Inglaterra | 2.ª           | 2024-25       | 34    | 0     | 3                | 0                | —                     | —                     | 37    | 0     |
| Sheffield Wednesday F. C. Inglaterra | Total club    | Total club    | 34    | 0     | 3                | 0                | 0                     | 0                     | 37    | 0     |
| Total carrera                        | Total carrera | Total carrera | 185   | 4     | 34               | 1                | 0                     | 0                     | 219   | 5     |
| 1. 2.                                |               |               |       |       |                  |                  |                       |                       |       |       |